# 지레
지레는 막대를 이용하여 힘을 전달하는 도구이며, 지렛대(문화어: 지레대)라고 불리기도 한다. 
막대를 "지레"라 부르기도 하며, 막대를 받치고 있는 지점을 "받침점", 힘을 가하는 지점을 "힘점", 지레가 움직여 물체에 힘이 작용하는 지점을 "작용점"이라 한다.
비유적으로는 어떤 목적을 실현할 수 있도록 하는 수단이나 힘을 이르는 말로도 사용된다.

## 지레의 원리
지레는 받침점을 중심으로 힘점과 작용점에 발생하는 돌림힘(torque)을 이용하는 도구이다. 돌림힘의 크기는 작용하는 힘의 크기와 회전 작용이 일어나는 거리의 곱이므로, 위 지레 그림에서 F1D1 = F2D2가 된다. 따라서 힘점이 받침점에서 멀면, 힘점에 가하는 힘이 작아도 작용점에 가해지는 힘은 커진다. 또, 힘점이 받침점에서 가까우면, 힘점이 조금 움직여도 작용점은 크게 움직인다.

## 지레의 종류
지레의 종류는 3가지가 있다. 1종 지레, 2종 지레. 3종 지레가 그 종류이다. 받침점, 힘점, 작용점의 위치에 따라 지레를 분류한다. 1,2종 지레는 작은 힘으로 큰 힘을 내기 위한 것, 또는 큰 힘이 필요하지만 넓은 범위의 일을 해야할 때 사용된다. 대부분의 경우 이동거리에서 손해를 보고 힘에서 이득을 보는 구조를 사용한다.  3종 지레는 물체를 빨리 움직이거나 정교한 조작이 필요한 경우 사용된다. 대부분 이동거리에서 이득을 보고 힘에서 손해를 볼 수 있지만, 복합지레 구조를 만들면 큰 힘을 사용할 수도 있다.

### 제1종 지레
받침점이 가운데에 있고 힘점과 작용점이 서로 반대쪽에 있는 지레이다. 힘점에 가하는 힘의 방향과 작용점에 가해지는 힘의 방향은 서로 반대이다. 힘점이 받침점에서 멀수록 작용점에 가해지는 힘이 커진다.
예:
- 가위
- 노
- 시소
- 투석기
- 플라이어
- 랜드마인
- 저울
- 장도리

### 제2종 지레
힘점과 받침점 사이에 작용점이 있는 지레이다. 병따개가 대표적인 제2 종 지레로, 손잡이 부분을 위로 올리면 병뚜껑에는 큰 힘이 작용한다. 힘점이 작용점보다 받침점에서 더 멀기 때문에 힘점이 움직이는 거리는 작용점이 움직이는 거리보다 멀지만, 힘점에 가하는 힘보다 더 큰 힘이 작용점에 가해진다.
예:
- 병따개
- 호두까개
- 손톱깎이
- 손수레
- 커터

### 제3종 지레
작용점과 받침점 사이에 힘점이 있는 지레이다. 힘점에 가하는 힘보다 작은 힘이 작용점에 가해지기 때문에 작은 힘으로 큰 힘을 내기 위해 보통 사용하는 제1 종, 제2 종 지레와는 다르다. 힘점이 움직이는 거리보다 작용점이 움직이는 거리가 더 크기 때문에 물체를 멀리 움직일 때 제3 종 지레를 사용하는 것이 보통이다.
예:
- 사람의 팔
- 낚싯대
- 젓가락
- 집게
- 스테이플러